# Delias toxopei
Delias toxopei is een vlindersoort uit de familie van de Pieridae (witjes), onderfamilie Pierinae.
Delias toxopei werd in 1955 beschreven door Roepke.